# Зинна
Зинна (также зинг, зенг; англ. zinna, zing, zeng) — один из диалектов адамава-убангийского языка мумуйе, входящего в состав группы мумуйе-янданг ветви леко-нимбари подсемьи адамава. Распространён в восточной части территории Нигерии — в районе Зинг на северо-востоке штата Тараба. Является родным диалектом представителей народа зинна, одного из народов группы мумуйе. Данная группа объединяет вместе с зинна также пугу, апава, йоро, ранг, якоко, гола, или гонгла, и другие близкородственные этнические группы.

## Классификация
Диалект зинна входит в одну из двух диалектных групп языка мумуйе, которая так же, как и диалект, именуется «зинна», или «зинг». Данная группа диалектов, иначе называемая северо-восточной группой, включает наряду с зинна диалекты баджама (гнооре), дженг, манг, кваджи, меека, яа и якоко. Северо-восточной группе диалектов противопоставлена юго-западная группа с подгруппами монкин (диалекты кугонг, шаари и сагбее) и кпугбонг (диалекты касаа, йоро, ланкавири (ланковири), саава, ньяаджа и джаалинго).

## Письменность
Диалект зинна является первым диалектом языка мумуйе, для которого была разработана письменность и на который были сделаны переводы религиозной литературы. Первый перевод на зинна (сборник религиозных песен) был выпущен в 1925 году. Также в этом году для диалекта зинна был разработан и издан букварь. Позднее, в 1938 году на диалект зинна, как на один из самых самых распространённых по числу говорящих и один из самых престижных диалектов, было переведено Евангелие от Марка. В 1974 году на зинна были изданы народные сказания. Для записи текстов на диалекте используется латинский алфавит.

## История изучения
Изучением диалекта зинна в конце 1970-х — начале 1980-х годов занимался японский исследователь африканских языков К. Симидзу. В 1979 году он опубликовал работу A Comparative Study of the Mumuye Dialects (Nigeria), а в 1983 году издал дескриптивную грамматику диалекта зинна (зинг) с мумуйе-английским словарём.